# BNP Paribas Asset Management
BNP Paribas Asset Management est la branche d'activités spécialisée en gestion d'actifs du groupe BNP Paribas.

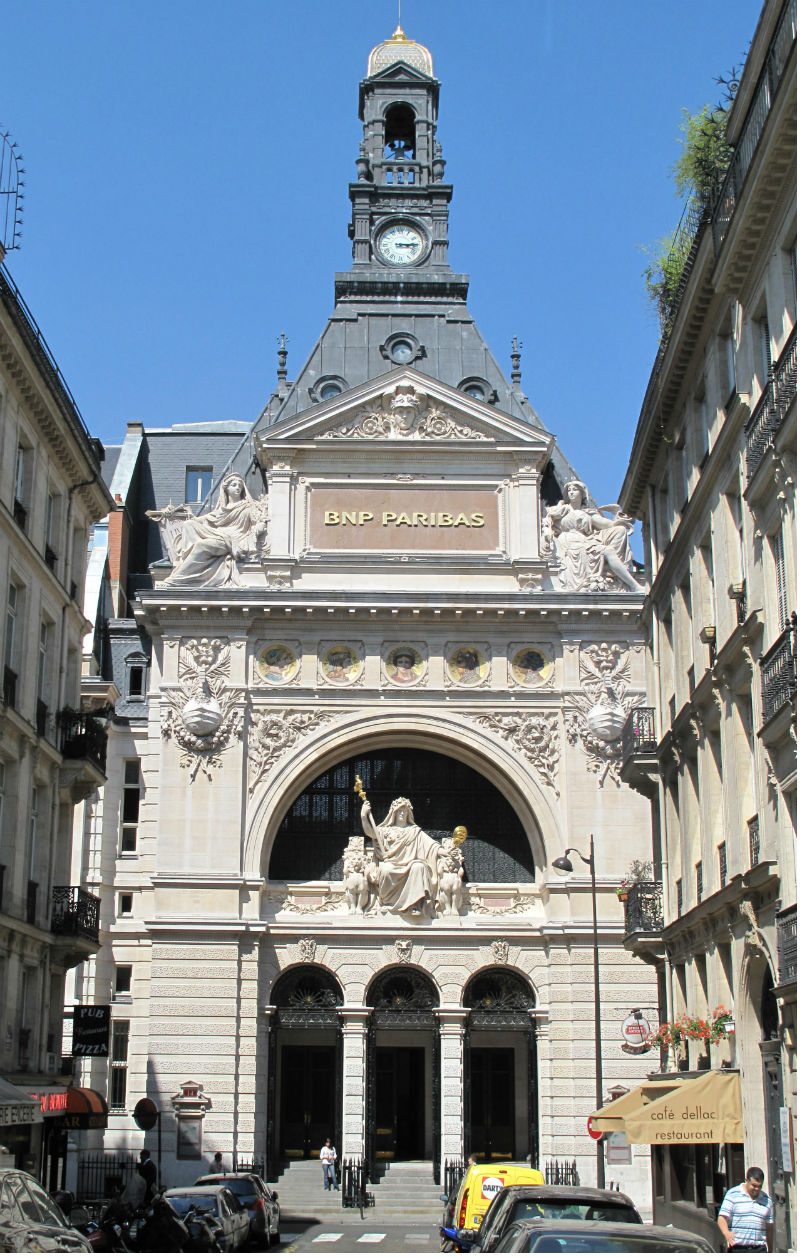
L'Hôtel du 14 rue Bergère à Paris, siège de BNP Paribas Asset Management et siège historique du Comptoir national d'escompte de Paris, ancêtre de BNP Paribas

## Historique
BNP Paribas décide en 2007 de regrouper ses activités dans la gestion d'actifs autour de la marque BNP Paribas Investment Partners.   
En 2010, BNP Paribas Investment Partners et Fortis Investment Management ont finalisé le rapprochement de leur holding respective.
Le 1er juin 2017, BNP Paribas Investment Partners adopte la marque BNP Paribas Asset Management.
Le 9 janvier 2021, BNP Paribas Asset Management lance le fonds hybride Harmony Prime, consacré aux investisseurs particuliers. En juillet 2021, BNP Parisas Asset Management annonce que Sandro Pierri prendra la place de Frédéric Janbon au poste de directeur général.

## Produits et services
BNP Paribas Asset Management propose une gamme complète d'expertises d'investissement :
- Actions des marchés développés
- Obligations des marchés développés
- Marchés émergents
- Solutions multi-actifs
- Gestion protégée, indicielle et modélisée
- Investissements alternatifs
- Investissement durables
- Investissements spécialisés
- Conseil